# Saint-André-de-la-Marche
Saint-André-de-la-Marche là một xã thuộc tỉnh Maine-et-Loire trong vùng Pays de la Loire phía tây nước Pháp. Xã này nằm ở khu vực có độ cao trung bình 80 mét trên mực nước biển.
- Web pages of Saint-André-de-la-Marche Lưu trữ ngày 24 tháng 2 năm 2014 tại Wayback Machine